# 12th Planet
John Christopher Dadzie, noto come 12th Planet o Infiltrata (Los Angeles, 7 giugno 1982), è un disc jockey e produttore discografico statunitense.

## Discografia parziale
Singoli/EP
- 2008 RedVolume - 28 Hours Later EP
- 2008 SMOG 001 - Smokescreen EP
- 2008 SMOG 002 - Ptera Patrick EP
- 2008 BASSHEAD 001 - Control EP (with Emu)
- 2008 SMOG 004 - 68 / Be Blatant EP
- 2008 Subconscious Recordings - Spliff Politics EP
- 2008 Argon - Element 16 (Sulfur) EP
- 2008 Noppa Recordings - Tonka EP
- 2009 10 Bag Records - C-Sick / Are Ya Feelin EP (with Emu)
- 2009 SMOG 005 - Texx Mars EP (with Datsik)
- 2010 Dubsteppers for Haiti Volume 3
- 2010 SMOG Scion CD Sampler V.30
- 2010 Bullet Train Records - Reasons EP
- 2011 SMOG 007 - Westside Dub (with Plastician)
- 2011 Dub Police - Purple & Gold (with Antiserum)
- 2011 SMOG 009 - Lootin 92 (with SPL)
- 2011 SMOG 011 - Who Are We?
- 2012 The End Is Near EP
- 2012 SMOG 023 - The End EP
- 2013 SMOG 027 - Whoops/Murdaaa single (with Mayhem)[1]
- 2013 SMOG 035 - Transitions EP (with Protohype)[2]
- 2016 SMOG 070 - Name Bran (with LUMBERJVCK)[3]
- 2016 SMOG 074 - Gully Squad EP